# Soen
Soen — шведський прогресивний метал-супергурт, що складається з різних відомих музикантів екстремального металу. Їхній дебютний альбом Cognitive вийшов 15 лютого 2012 року. Станом на 2021 рік гурт випустив 5 альбомів і більше десятка синглів.

## Музика
Барабанщик Мартін Лопес назвав музику Soen «мелодійною, важкою, хитромудрою та дуже відмінною від усього іншого». Їхній дебютний альбом, Cognitive, вийшов у лютому 2012 року, отримавши позитивні відгуки від критиків. Технічну майстерність членів гурту високо оцінили, хоча багато рецензентів відзначали надзвичайну стилістичну схожість з музикою Tool.
Мартін Лопес неодноразово коментував подібність із Tool: «Ми натхненні Tool, але я вважаю їх не лише гуртом, а жанром. Крім того, я дійсно не думаю, що тут є про що сперечатися, ми робимо гарну музику, кого б вона вам не нагадувала. Деякі люди схильні не любити більше, ніж любити, і шукати помилок, замість того, щоб бачити музику такою, яка вона є, хорошою чи поганою»; «Наш перший альбом значною мірою звучав, як Tool — бо ми хотіли звучати, як Tool. Але потім ми просто змінились; ми почали робити інші речі, і музика стала іншою. Власне кажучи, я ніколи не переживав про це, бо порівняння з Tool — це ж прекрасно! Вони один з моїх улюблених гуртів, і те, що в нас було спільного з Юелем, коли ми починали».
«Я думаю, що Мартінові корені в блек/дез-металі є значною частиною нашого звучання, — зауважив вокаліст Юель Екелеф після виходу третього альбому. — Прогресивний елемент для нас — це шлях, але попри те, що в гурті є фантастичні музиканти, ми намагаємося не бути технічними аж до інфантильності».

## Історія
Спочатку гурт зібрався ще у 2004 році, але оголошено про формування Soen в травні 2010 року. До першого складу увійшли колишній барабанщик Opeth Мартін Лопес, басист Death, Testament і Sadus Стів Ді Джорджіо, вокаліст Willowtree Юель Екелеф і гітарист Кім Платбарздіс. Перша пісня гурту, «Fraccions», вийшла на офіційному вебсайті гурту у жовтні 2010 року.

### Cognitive
Альбом Cognitive вийшов на лейблі Spinefarm Records 15 лютого 2012 року. Альбом заміксував Девід Боттрілл (Tool, Coheed and Cambria, Silverchair, Smashing Pumpkins, Muse тощо) та обробив Жоао Карвальо. У японському виданні також є бонус-трек під назвою «Writhen». Soen називали одним з найперспективніших гуртів на лейблі Spinefarm.
Перше відео гурту було зроблене на пісню «Savia» й розміщено на їхній сторінці у Facebook у лютому 2012 року. Друге відео — похмура акустична версія пісні «Ideate». Третє відео гурту — на пісню «Delenda».

### Tellurian
Tellurian — другий альбом Soen, що вийшов 4 листопада 2014 року. З гурту пішов Ді Джорджіо, йому на зміну прийшли басисти Стефан Стенберг і Крістіан Андольф. Продюсером альбому, як і попереднього разу, був Платбарздіс. Цей альбом більш жорсткий і ритмічний; критики відмітили вплив таких гуртів як Tool, Opeth, Riverside, Katatonia. Наступні два роки Soen гастролювали.

### Lykaia

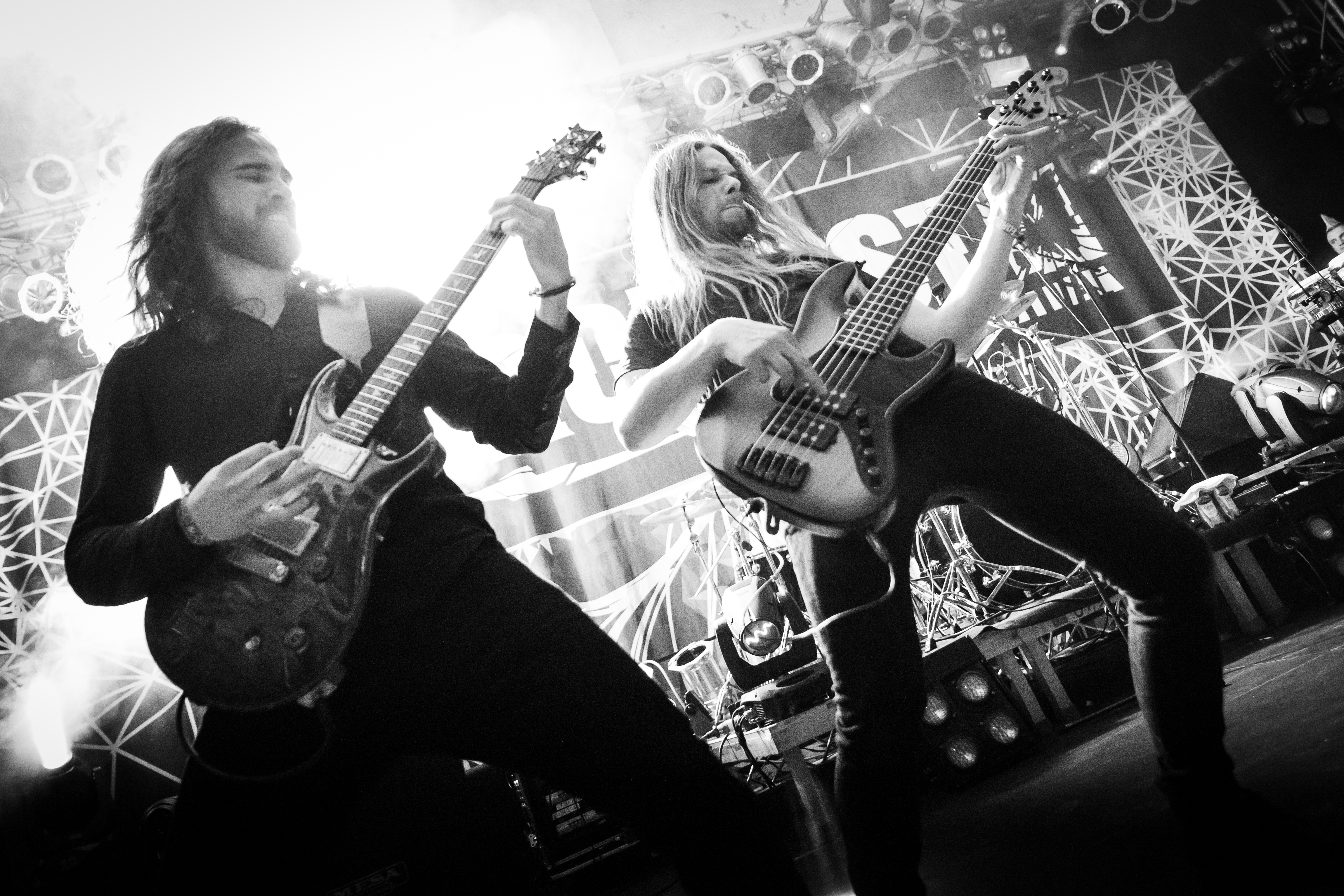
Soen на Euroblast Festival у Кельні, 2018

Lykaia — це третій альбом Soen, що вийшов 3 лютого 2017 року. Назва альбому походить від лікаї, давньогрецького ритуального святкування на горі Лікеон в Аркадії. «Якщо Tellurian був більш філософським та інтроспективним, то Lykaia заснована на особистому досвіді, реальному житті», — говорить вокаліст Юель Екелеф. — «Ми надихалися образом вовка, який є всередині кожного з нас». Весь альбом був записаний за допомогою аналогового обладнання. Після зауважень фанів щодо звуку, гурт видав покращену версію альбому Lykaia Revisited, в яку додали також три концертні бонуси.

### Lotus

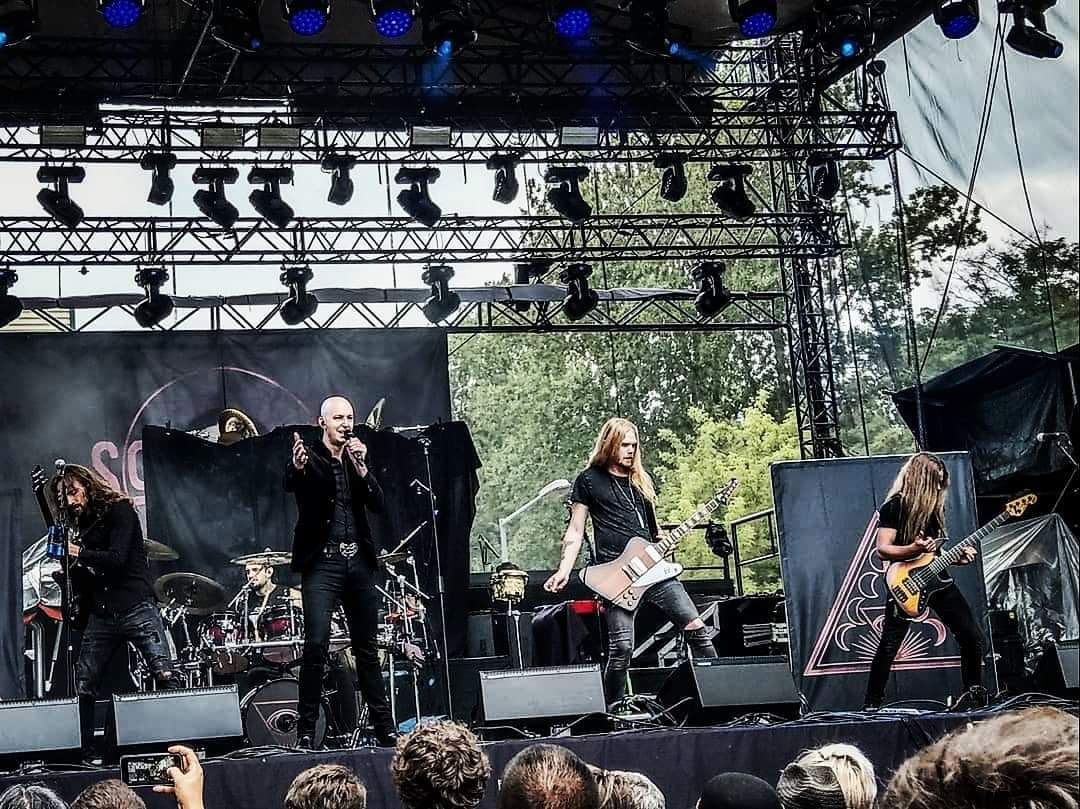
Soen на Prog in Park, 2019

Lotus — четвертий альбом Soen, що вийшов 1 лютого 2019 року, записаний у складі Екелеф—Лопес—Стенберг—Олунд—Форд. Гурт описав свою зібрку з дев'яти пісень як «одурманюючі, слухові терапії, які викликають звикання, ставлять під сумнів сучасну темряву і яким протиставлені моменти великої втечі та надії» Оглядач сайту Metal Injection відзначає контраст таких мелодійних композицій як Lascivious, із такими бурхливими, як Martyrs, а сайт AMG підкреслює добру організацію і загальну згуртованість композицій в альбомі. Мартін Лопес сказав про цей альбом так: «Світ зараз, без сумніву, дуже дивне, напружене місце. Я думаю, у піснях це чітко видно, але також вони про те, що ми мусимо бути сильнішими, ніж будь-коли, у протистоянні і боротьбі з цим сум'яттям, перед яким нас ставить життя».
Гурт здійснив тур Європою на підтримку альбому.
У липні 2021 року, вже після виходу наступного альбому, гурт випустив LP The Undiscovered Lotus, з трьома піснями, що не увійшли в оригінальний реліз альбому («EMDR», «Thurifer», «Virtue»), і концертними версіями трьох інших пісень. Вінілова платівка вийшла у Record Store Day — день, яким щороку відзначають незалежні музичні магазини; на стримінгових платформах композиції стали доступні пізніше.

### Imperial
У листопаді 2020 гурт оголосив про свого нового басиста — ним став український музикант Олексій «Златояр» Кобел, багатожанровий виконавець, сесійний басист різних гуртів і композитор.
Imperial — назва п'ятого альбому гурту; дата виходу — 29 січня 2021. Самі музиканти називають альбом «продуктом пандемії COVID-19»: хоча самі пісні були написані раніше, а карантин не дозволив працювати над записом разом (музиканти живуть у Швеції, Канаді, Україні), було більше часу на роботу над якістю запису. Серед джерел натхнення гурт називає газетні заголовки, боротьбу, «спостерігання за тим, як історія повторює себе» — тексти пісень торкаються проблем несправедливості, корупції, жадоби, стійкості тих, хто страждає. Оглядач сайту Metal Injection відзначає якість альбому та пророкує йому визначне місце на сцені шведського металу. Огляд від Angry Metal Guy зауважує зміни у звучанні, привнесені новим продюсером (ним є канадець Кейн Чурко), новий підхід до написання пісень і розвиток Екелефа як вокаліста й фронтмена гурту.
Гурт запланував поїхати в тур Imperial European Tour 2021 на підтримку альбому. Деякі виступи переносились через карантинні обмеження. Пізніше між датами європейських концертів додали також виступи в Латинській Америці: Мексиці, Колумбії, Перу, Чилі, Аргентині, Бразилії, Уругваї. На травень 2022 планувався концерт у Києві. Крім цього гурт з'явиться на таких фестивалях, як Karmøygeddon Metal Festival, Copenhell, Hellfest, John Smith Rock Festival, Wacken Open Air, Brutal Assault, Bloodstock Open Air.

## Учасники
Поточні учасники
- Мартін Лопес[en] — ударні (2010 — нині)
- Юель Екелеф — вокал (2010 — нині)
- Ларс Олунд — клавішні, гітари (2014 — нині)
- Олексій «Златояр» Кобел — бас-гітара (2020 — нині)
- Коді Форд — гітари (2018 — нині)

Колишні учасники
- Стів Ді Джорджіо[en] — бас (2010—2013)
- Стефан Стенберг — бас-гітара (2013—2020)
- Кім Платбарздіс — гітари (2010—2015)
- Маркус Джиделл — гітари (2015—2018)

Сесійні музиканти
- Інті Оярсун[es] — бас (2012—2013)
- Крістіан Андольф — бас (2013—2014)

## Дискографія
| 2012                                                                       | Cognitive | —  | —   | 32 | —  | —   | —  | —  |
| 2014                                                                       | Tellurian | —  | —   | —  | —  | —   | —  | —  |
| 2017                                                                       | Lykaia    | 52 | —   | —  | 72 | —   | 66 | 18 |
| 2019                                                                       | Lotus     | 48 | 166 | —  | 22 | 185 | 37 | 13 |
| 2021                                                                       | Imperial  | 19 | 123 | 17 | 16 | 71  | 9  | —  |
| 2023                                                                       | Memorial  |    |     |    |    |     |    |    |
| «—» означає, що альбом не був у чартах або не випускався на цій території. |           |    |     |    |    |     |    |    |

### Сингли та музичні кліпи
- «Savia» (2012)
- «Delenda» (2012)
- «Tabula Rasa» (2014)
- «The Words» (2014)
- «Lucidity» (2017)
- «Opal» (2017)
- «Rival» (2018)
- «Martyrs» (2018)
- «Lotus» (2019)
- «Covenant» (2019)
- «Antagonist» (2020)
- «Monarch» (2020)
- «Illusion» (2021)